# Kodeks 0284
Kodeks 0284 (Gregory-Aland no. 0284) – grecki kodeks uncjalny Nowego Testamentu na pergaminie, datowany metodą paleograficzną na VIII wiek. Rękopis jest przechowywany na Synaju. Tekst rękopisu nie jest wykorzystywany we współczesnych wydaniach greckiego Nowego Testamentu. Jest palimpsestem. 

## Opis
Zachowały się fragmenty 2 pergaminowych kart rękopisu z greckim tekstem Ewangelii Mateusza (26,75-27,7; 27,9-11.13-17; 28,15-18.20). Według rekonstrukcji oryginalne karty miały rozmiar 28 na 21 cm. Tekst jest pisany dwoma kolumnami na stronę, 29 linijek tekstu na stronę. 
Jest palimpsestem, tekst górny zawiera tekst Drabiny do raju Jana Klimaka. 

## Historia
INTF datuje rękopis 0284 na VIII wiek . 
Rękopis został znaleziony w maju 1975 roku podczas prac restauracyjnych w klasztorze wraz z wieloma innymi rękopisami . Na listę greckich rękopisów Nowego Testamentu wciągnął go Kurt Aland, oznaczając go przy pomocy siglum 0284. Został uwzględniony w II wydaniu Kurzgefasste.
Rękopis nie jest wykorzystywany we współczesnych wydaniach greckiego Nowego Testamentu (NA27, NA28, UBS4). 
Rękopis jest przechowywany w Klasztorze Świętej Katarzyny (N.E. ΜΓ 48) na Synaju .